# Garwood (New Jersey)
Garwood ist eine Stadt im Union County, New Jersey, USA. Das U.S. Census Bureau ermittelte bei der Volkszählung 2020 eine Einwohnerzahl von 4454.
Garwood wurde im Jahr 1903 gegründet.

## Geographie
Die geographischen Koordinaten der Stadt sind 40°39'3" nördliche Breite und 74°19'25" westliche Länge.
Nach dem amerikanischen Vermessungsbüro hat die Stadt eine Gesamtfläche von 1,7 km², wobei keine Wasserflächen miteinberechnet sind.

## Demographie
Nach der Volkszählung von 2000 gibt es 4.153 Menschen, 1.731 Haushalte und 1.125 Familien in der Stadt. Die Bevölkerungsdichte beträgt 2.429,5 Einwohner pro km². 95,91 % der Bevölkerung sind Weiße, 0,36 % Afroamerikaner, 0,00 % amerikanische Ureinwohner, 1,32 % Asiaten, 0,00 % pazifische Insulaner, 1,54 % anderer Herkunft und 0,87 % Mischlinge. 4,98 % sind Latinos unterschiedlicher Abstammung.
Von den 1.731 Haushalten haben 26,2 % Kinder unter 18 Jahre. 49,0 % davon sind verheiratete, zusammenlebende Paare, 12,1 % sind alleinerziehende Mütter, 35,0 % sind keine Familien, 28,7 % bestehen aus Singlehaushalten und in 11,5 % Menschen sind älter als 65. Die Durchschnittshaushaltsgröße beträgt 2,40, die Durchschnittsfamiliengröße 2,96.
20,0 % der Bevölkerung sind unter 18 Jahre alt, 6,3 % zwischen 18 und 24, 35,6 % zwischen 25 und 44, 20,9 % zwischen 45 und 64, 17,2 % älter als 65. Das Durchschnittsalter beträgt 38 Jahre. Das Verhältnis Frauen zu Männer beträgt 100:93,3, für Menschen älter als 18 Jahre beträgt das Verhältnis 100:89,6.
Das jährliche Durchschnittseinkommen der Haushalte beträgt 52.571 USD, das Durchschnittseinkommen der Familien 64.053 USD. Männer haben ein Durchschnittseinkommen von 50.951 USD, Frauen 36.538 USD. Der Prokopfeinkommen der Stadt beträgt 26.944 USD. 5,1 % der Bevölkerung und 3,5 % der Familien leben unterhalb der Armutsgrenze, davon sind 6,3 % Kinder oder Jugendliche jünger als 18 Jahre und 6,4 % der Menschen sind älter als 65.